# Индентирование при релаксации
Индентирование при релаксации (англ. relaxation indentation) — изучение для релаксационных свойств материала методом индентирования.

## Описание
При изучении релаксационных свойств материала индентор внедряется при увеличивающейся нагрузке до момента достижения заданного внедрения. После этого внедрение поддерживается постоянным, и происходит снятие кривой зависимости нагрузки на индентор от времени при постоянном внедрении. Анализ этой кривой позволяет определить релаксационные свойства материала. При изучении релаксационных свойств материала методом индентирования обычно используют аппаратуру, способную регистрировать зависимость нагрузки на индентор и перемещения индентора от времени. Также важна способность испытательного стенда поддерживать внедрение индентора на заданном уровне, что существенно усложняет аппаратуру.